# Entrada de Roger de Flor en Constantinopla
La Entrada de Roger de Flor en Constantinopla es un óleo sobre lienzo pintado en 1888 por el artista malagueño José Moreno Carbonero y conservado en la actualidad en el Palacio del Senado de la ciudad de Madrid.
La obra destaca, en palabras de la historiadora Ana María Preckler, por su «realismo minucioso, precisión de dibujo y compleja composición, mostrada con riqueza de personajes, gran versatilidad y alegre y vibrante colorido». Y en el ángulo inferior derecho del lienzo aparece la firma del autor: «J. Moreno Carbonero / 1888».

## Roger de Flor y los almogávares
El tema representado es la entrada triunfal del caballero y mercenario siciliano Roger de Flor, al mando de 8000 mercenarios almogávares aragoneses y catalanes, en la ciudad de Constantinopla en 1303, ciudad a la que acudieron a fin de socorrer al emperador Andrónico II Paleólogo en su lucha contra los turcos otomanos. El anciano emperador bizantino aparece sentado en su trono de oro junto a su hijo y heredero, el futuro Miguel IX Paleólogo, mientras desfilan ante ellos los mercenarios al mando de su jefe, y al fondo del cuadro y a la izquierda puede verse Santa Sofía.
Está documentado, como señaló el historiador Manuel Serrano en 2014, que el emperador Andrónico II Paleólogo acogió a Roger de Flor con grandes muestras de afecto, que dispuso su alojamiento en el palacio de Blanquerna, y que emparentó con él mediante un matrimonio que le reportó al siciliano el título de megaduque y una soldada para los integrantes de su compañía, quedando constatada la magnificencia del emperador para con los mercenarios en el cuadro. Y conviene añadir que el matrimonio antes mencionado fue el de Roger de Flor con María de Bulgaria, que era sobrina de una hermana del emperador y también del rey de Bulgaria.
Roger de Flor aparece en actitud triunfadora y recibiendo honores e incluso un «desmedido elogio» por parte del anciano emperador bizantino, que inclina la cabeza en señal de respeto.

## Historia del cuadro

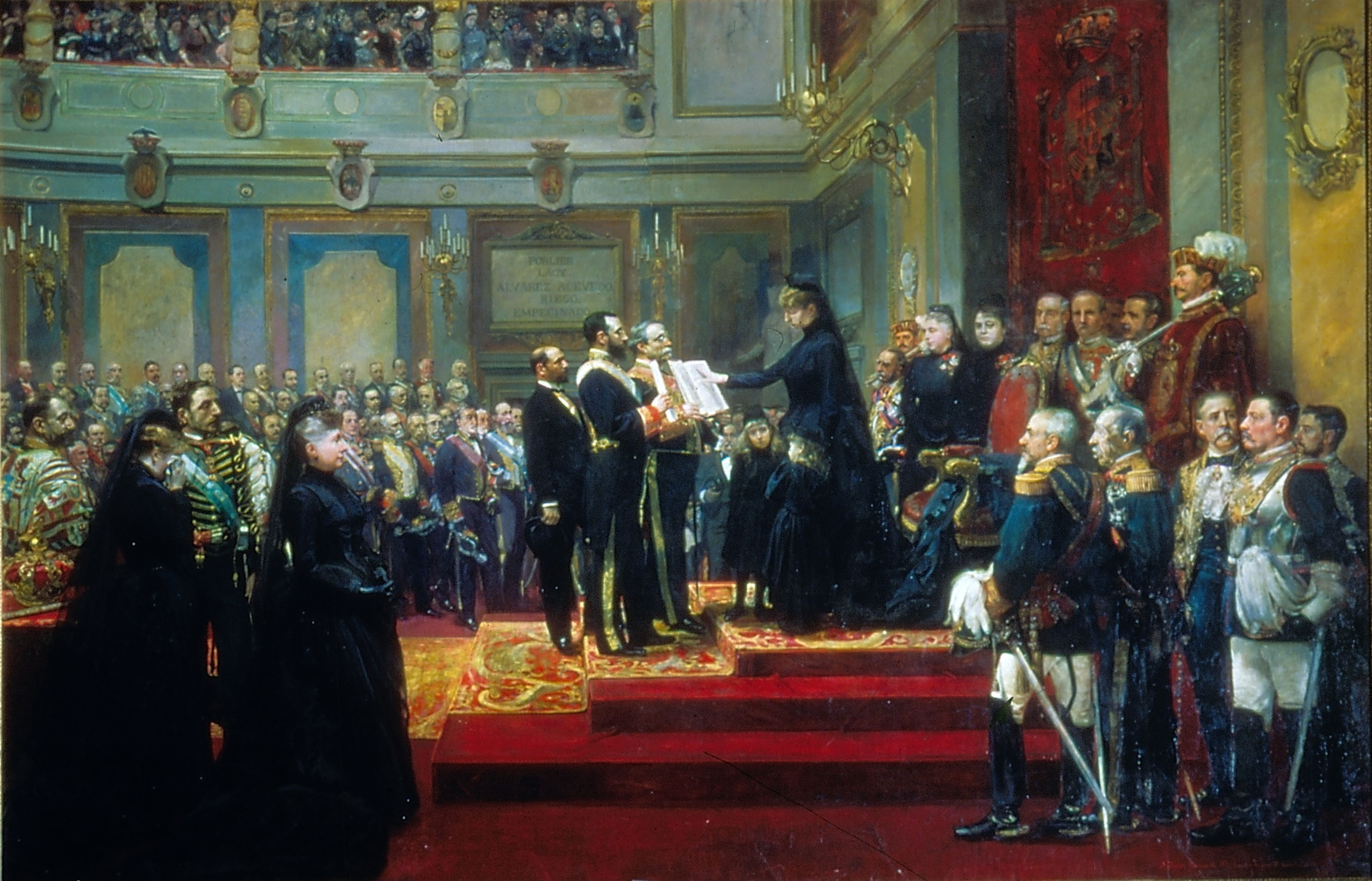
Jura de la Constitución por S. M. la Reina Regente Doña María Cristina, de Francisco Jover y Casanova y Joaquín Sorolla. 1897. (Palacio del Senado de España).

El lienzo se le encargó al pintor malagueño a fin de decorar el Salón de Conferencias, conocido también como Salón de los Pasos Perdidos del Palacio del Senado, que en la actualidad está adornado con el cuadro que nos ocupa y con La rendición de Granada, de Francisco Pradilla y pintada en 1882, con La muerte del marqués del Duero, de Joaquín Agrasot, y por último con Jura de la Constitución por S. M. la Reina Regente Doña María Cristina, comenzado por Francisco Jover y Casanova y terminado en 1898 por Joaquín Sorolla.
Todo lo relativo a los almogávares, además de «toda una aventura», llamó la atención de forma destacada en la España del siglo XIX, y precisamente en un contexto en el que el país intentaba dejar atrás la decadencia y recuperar su condición de gran potencia, de la que se había visto privada tras la emancipación de las colonias americanas, como indicó Antonio Joaquín González en 2019, quien se hacía la siguiente pregunta:

¿Por qué podía interesar tanto un episodio aparentemente tan olvidado de la historia de la Corona de Aragón? En él, como muy bien se ve en el cuadro de Moreno Carbonero, se amalgama la aventura, el enfrentamiento de la barbarie contra el refinamiento acomodaticio que lleva a la decadencia; es también la expresión de unos deseos imperialistas y a todo ello hay que sumar la mirada orientalista tan del gusto en la época.

La Entrada de Roger de Flor en Constantinopla siempre ha estado colocada frente a La rendición de Granada, de Francisco Pradilla, y conviene añadir que el encargo del cuadro le fue confiado a Moreno Carbonero sobre todo por la notable fama que había alcanzado con La conversión del duque de Gandía, con el que consiguió ganar la primera medalla en la Exposición Nacional de Bellas Artes de 1884. Y el historiador Carlos Reyero Hermosilla afirma que el Salón de los Pasos Perdidos constituye el mejor testimonio del triunfo rotundo de la pintura de historia, al servicio de los «ideales nacionalistas del Estado».

Este cuadro fue comenzado en París, ciudad en la que el autor se preparó para ejecutarlo. En la Biblioteca Nacional de Francia se documentó sobre el arte y la orfebrería bizantina, pero fue en su Málaga natal donde lo concluyó y donde llegó a colocarlo medio acabado en la Plaza de toros de La Malagueta a fin de poder captar de modo realista el efecto de la luz en los personajes, para lo que hizo posar como modelos a varios amigos suyos, según puede apreciarse en el grupo de individuos que acompañan al emperador bizantino.

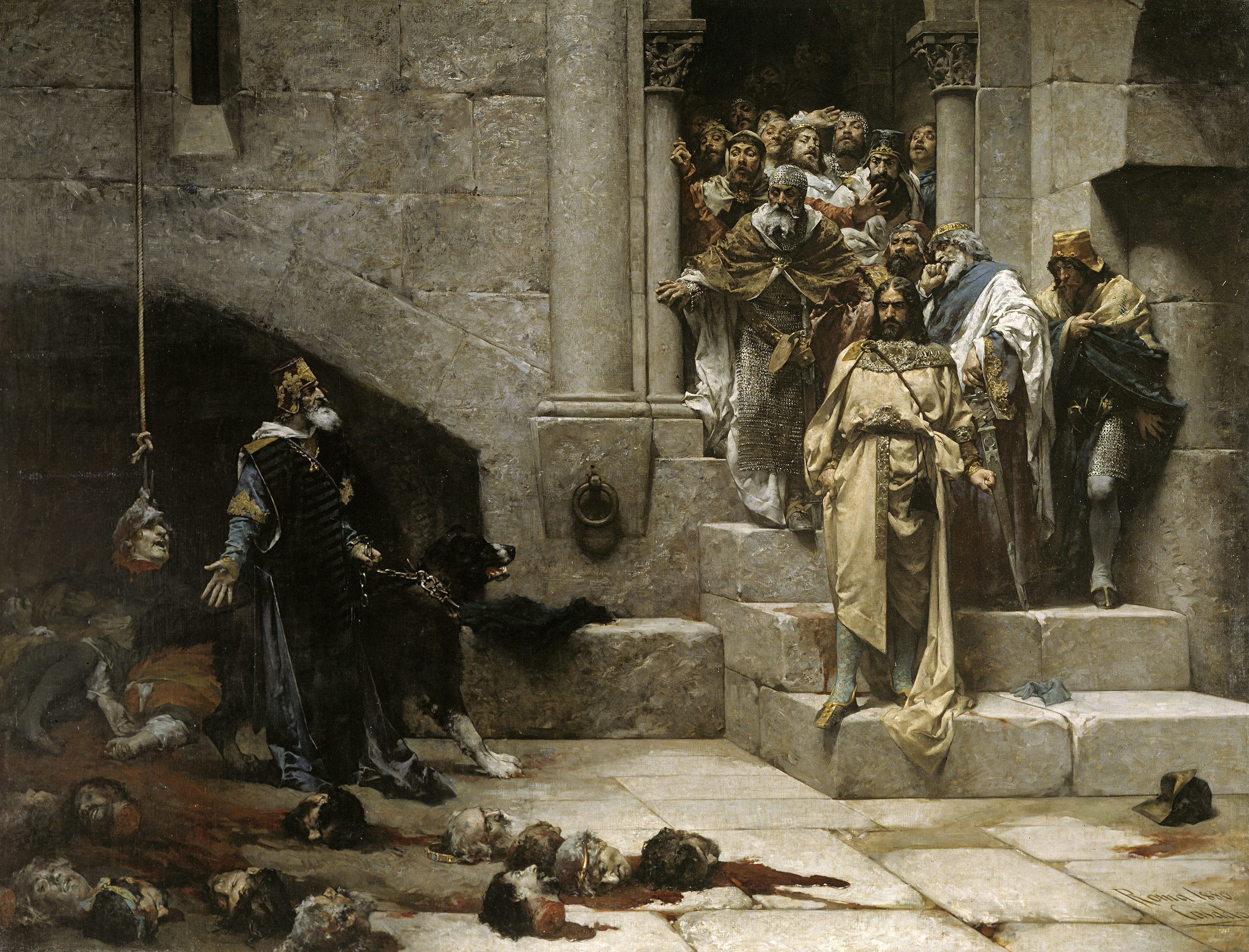
La campana de Huesca, de José Casado del Alisal. 1880. (Ayuntamiento de Huesca).

Una vez terminada la obra el artista la envió a Múnich en 1888 a fin de que participara en la Exposición Internacional, y el cuadro finalmente llegó a la capital de España a principios de 1889, exponiéndose desde el día 8 de enero de ese año en el Palacio del Senado, y «siendo probable que S.M. la Reina se digne ser la primera en verlo», refiriéndose a la reina regente María Cristina de Habsburgo-Lorena, como fue publicado en el diario El Imparcial. En la noche del 20 de enero de 1889 se hizo un homenaje al pintor tras la compra del cuadro por el Senado, y como ya había ocurrido con otros artistas en ese periodo, el Senado subió el precio desde las 15.000 pesetas iniciales hasta las 40.000 que acabó pagándole por su obra.
Además, las intenciones reunificadoras y pacifistas del sistema de la Restauración, encarnada en la persona del difunto Alfonso XII, fallecido en 1885, hicieron que el Senado le encargara a Moreno Carbonero una gran obra que, al plasmar un tema vinculado a la historia de la Corona de Aragón, restara protagonismo a la siempre presente Corona de Castilla, que frecuentemente monopolizaba los temas históricos, por lo que esta obra, junto con La campana de Huesca, de José Casado del Alisal, son los cuadros vinculados a la historia aragonesa de mayor renombre.
Moreno Carbonero no alcanzó demasiada gloria entre sus contemporáneos con este cuadro, ya que sólo fue expuesto en la Exposición Internacional de Múnich de 1888, aunque ello también se debía a estar destinado al Senado. Pero los testimonios de la época muestran claramente «una satisfacción unánime», ante el que, como señaló C. Peñaranda en 1891:

Cuando, tras larga contemplación de este lienzo magnífico y admirable, el espíritu se abstrae y la mente se transporta al momento histórico reproducido con tanta verdad por el artista; cuando el conocimiento del lugar en que el espectador se encuentra, piérdese en los abandonos de la imaginación deslumbrante y sorprendida, y se debilita la noción del tiempo que vuela descontando el presente [...]; tan perfecta es la ficción del pintor, tan eficaz la ilusión del que mira, que la razón se extraña de que no haya terminado aún el saludo ceremonioso del anciano Andrónico; de que no haya cambiado aún la actitud de marcha de aquel golpe de almogávares, a través de cuyos trajes se adivinan, se ven las carnes y los músculos en tensión y en movimiento, y alrededor de los cuales se aspiran y se sienten las caldeadas ráfagas de la atmósfera y las palpitaciones de la vida.

## Descripción

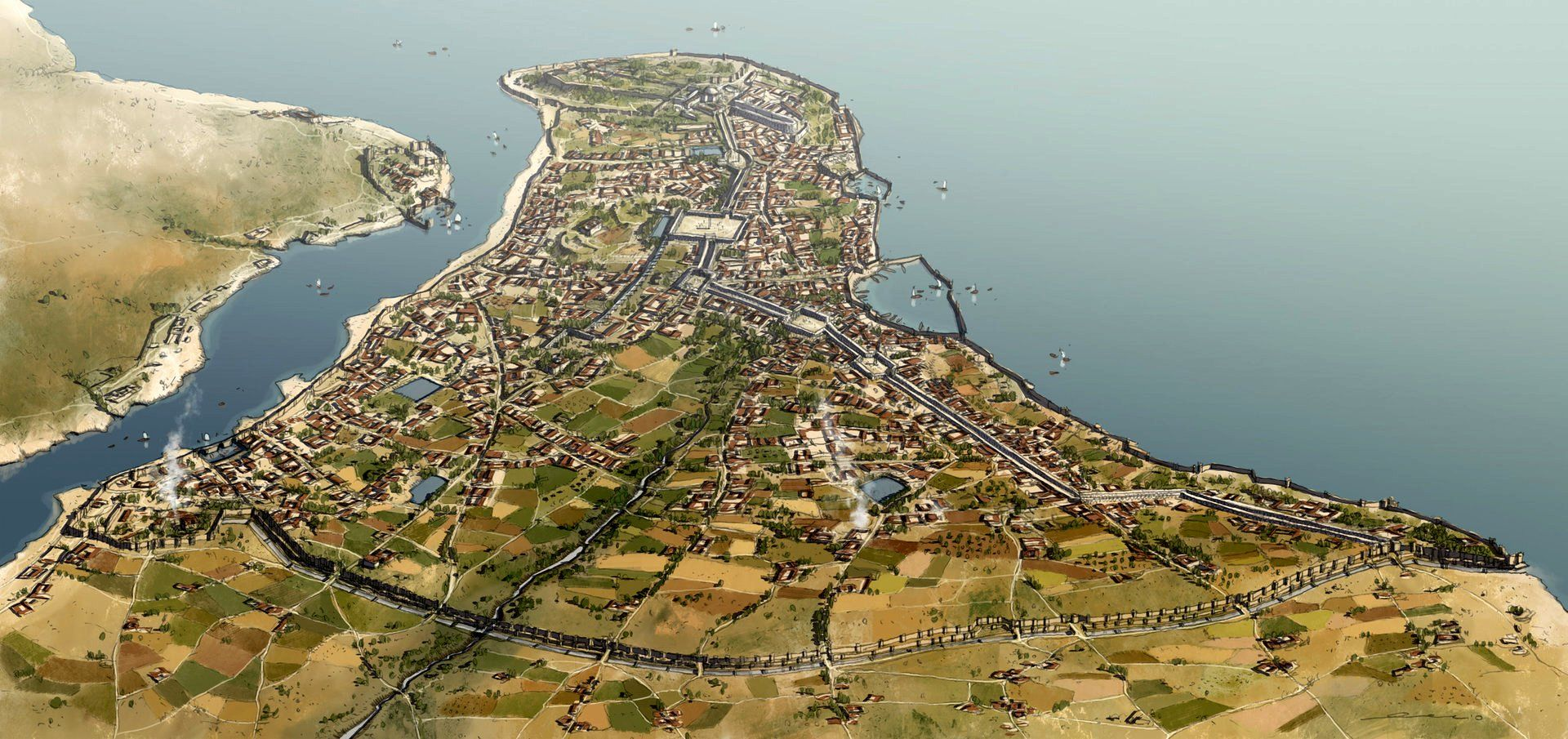
Vista de la ciudad de Constantinopla en época del Imperio bizantino.

El propio autor del cuadro, José Moreno Carbonero, y según afirma José Luis Díez García, proporcionó la siguiente descripción del lienzo, que también ha sido reproducida por otros autores:

Fondo del cuadro: el puerto de Boucaleón. Recibía este nombre de un grupo en bronce que representaba la lucha de un toro con un león, y estaba sobre un pedestal dando frente al mar. Este puerto que formaba parte del recinto imperial lo destinaban los Emperadores para recibir a sus huéspedes. Estaba rodeado de palacios, destacándose entre ellos el de Blanquernas, por su inmensa riqueza; columnas y capiteles estaban cubiertos de oro y plata, donde se habían grabado todas las guerras ganadas por los ejércitos imperiales. Tenía aquel recinto una puerta que comunicaba con la ciudad, y de paso a ella va desfilando el ejército. / Al desembarcar, pasan por delante del pedestal, donde en un trono portátil de oro están el viejo Emperador Andrónico Paleólogo II y su hijo Miguel, con quien compartía el trono; aquél vestido de hagion y dibetesion, y éste de la clámide. Están rodeados de sus eunucos protospatharos, los jefes cubicularios, la guardia Spatharocandidateos, que iban armados de rodelas y hacha, y demás altos dignatarios de la Corte; reciben a Roger de Flor, que trae las insignias de Megaduque, las cuales eran un alto gorro y centro en forma de largo bastón de oro; el caballo con arneses bizantinos; delante viene su paje con el casco de guerra (baúl). La sobrevesta de Roger es azul, con cadenas de oro sobrepuestas a la tela, siendo sus emblemas heráldicos por la toma de Mesina. A la izquierda de él, un ostiario (oficial encargado de las prestaciones) en un caballo blanco con ricos arneses de oro y con lazos o ligas bordadas en las patas. Detrás, un caballero con la bandera de San Jorge, patrón de Aragón, y banderas de la gente de Jimeno de Arenós y demás capitanes. En primer término, los almogávares armados con venablos y machetes, precedidos de un adalid o guía. En el fondo, Santa Sofía y el Hipódromo, a donde se comunicaba el Emperador desde su palacio sin salir de la ciudad.

## Análisis de la obra

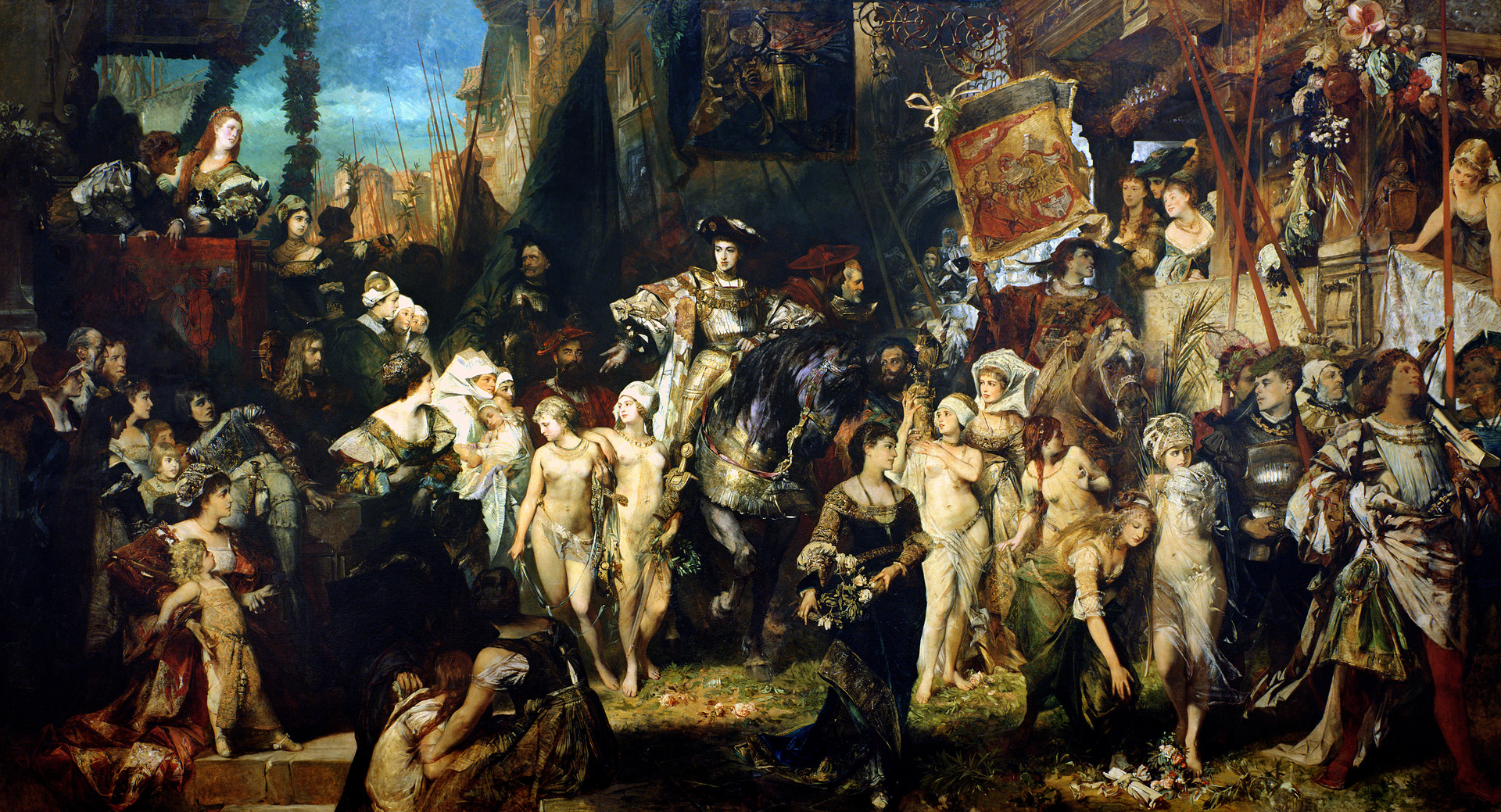
Entrada de Carlos V en Amberes, de Hans Makart. 1878. (Kunsthalle de Hamburgo).

La entrada de los almogávares en Constantinopla en 1303 supone el enaltecimiento patriótico de la «españolidad» y de la defensa del catolicismo, más allá de los límites geográficos de la Península ibérica, por lo que:

Ese mensaje ideológico hubo de presidir, sin duda, la elección del tema que, si bien tiene escasa presencia en las historias de España de carácter más castellanista, cobra una especial relevancia desde la perspectiva de la Corona de Aragón y, en particular, desde Cataluña. Ese componente de carácter "descentralizador", destinado a configurar simbólicamente un lugar tan emblemático como era el diseño que se estaba realizando para la Sala de Conferencias del Senado, hubo de contribuir, sin duda, a aumentar el interés por el argumento.

El tema elegido resulta insólito dentro de la pintura de historia y no alcanza el éxito enorme que alcanzó en la literatura, como por ejemplo con el drama Venganza catalana, de Antonio García Gutiérrez, o con la ópera de 1878 llamada Roger de Flor. Dentro de la pintura de historia, esta obra fue una de las más «cautivadoras y espectaculares», pues siempre ha llamado la atención su aparatosa y grandilocuente escenografía, inspirada sin duda en otros cuadros parecidos, como la Entrada de Carlos V en Amberes, de Hans Makart y conservada en la Kunsthalle de Hamburgo, y asimismo por su particular «sentido decorativo», donde resultan insuperables su refinamiento y su magistral diversificación. Además, la ejecución de la obra es admirable por su maravillosa plasmación realista de los objetos, gestos y actitudes representados. Y en la obra El arte en el Senado, editada en 1999, se afirmó también que:

Las tintas claras y transparentes traducen una atmósfera limpia y pura, como si se hubiera pensado al aire libre. En efecto, tras documentarse en París, Moreno Carbonero captó directamente en Málaga los efectos de luz de sus personajes, haciendo posar a sus amigos del natural.

En lo que respecta a la escenografía, el pintor malagueño logró un espectacular efecto al colocar el plano del camino por donde desfilan los soldados a la misma altura del espectador, lo que obliga o aconseja contemplar la obra desde «muy bajo» si se desea disfrutar de toda su grandilocuente puesta en escena. El autor se nos muestra con esta obra enormemente cercano al estilo imperante a finales del siglo XIX, al margen de la profunda carga ideológica del lienzo y de su magistral ejecución, ya que, valiéndose de un marcado y profundo contraste entre el aspecto rudo y fiero de los mercenarios, y el decadente y a la vez magnífico de la Corte bizantina, seduce y al mismo tiempo contradice con su mensaje.

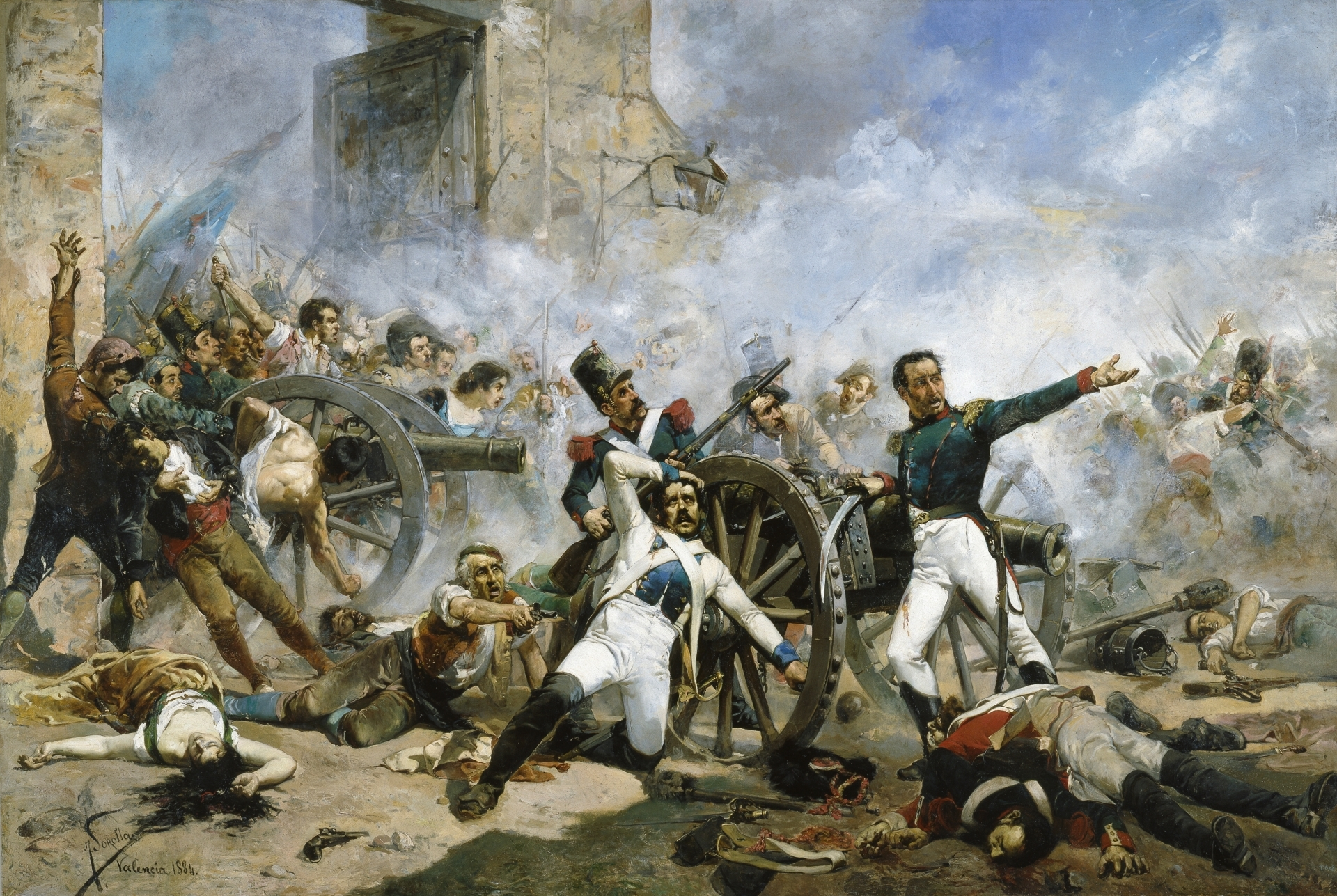
Defensa del parque de artillería de Monteleón, de Joaquín Sorolla. 1884. (Biblioteca Museo Víctor Balaguer).

Veintiocho años de edad tenía Moreno Carbonero cuando ejecutó, con admirable pericia técnica, esta «gran obra maestra» de la pintura historicista en la que puso de manifiesto su soberbia capacidad para pintar, que ya había demostrado desde su adolescencia, y la calidad de sus obras, que muy pocos pintores contemporáneos suyos consiguieron igualar. El «refinamiento preciosista» alcanzado en todos y cada uno de los detalles del cuadro ha llevado a algunos eruditos a considerar incluso una lejanísima influencia del artista Mariano Fortuny, fallecido en Roma en 1874. Y todo ello sin olvidar lo añadido por Díez García en 1992:

En efecto, aspectos como el riguroso trazado de la arquitectura, la descripción minuciosa del trono áureo en que el emperador se inclina para saludar al héroe vencedor, las figuras espléndidamente pintadas de los caballos, las deslumbrantes vestiduras de los cortesanos bizantinos y, sobre todo, las ramas secas de laurel lanzadas a los triunfadores almogávares, que caen al suelo bajo el paso de las tropas, son impresionantes testimonios de la maestría cautivadora de Moreno Carbonero, que le confirma sin duda alguna como uno de los grandes nombres de la pintura de historia europea. Junto a ello, el realismo inmediato con que están resueltos los personajes, tanto los que forman el comité de bienvenida junto al emperador como, fundamentalmente, los almogávares del primer término, y detalles de agudísima observación como el asombroso virtuosismo en la descripción de los arneses y vestimentas de soldados y cortesanos, los pliegues de la alfombra o el musgo oxidado que rodea la gran estatua bajo la que se halla el trono del soberano, muestran el obsesivo esmero del pintor en todos y cada uno de los elementos de su composición, lo que justifica plenamente los elogios que dedicaron al cuadro las críticas de la época.

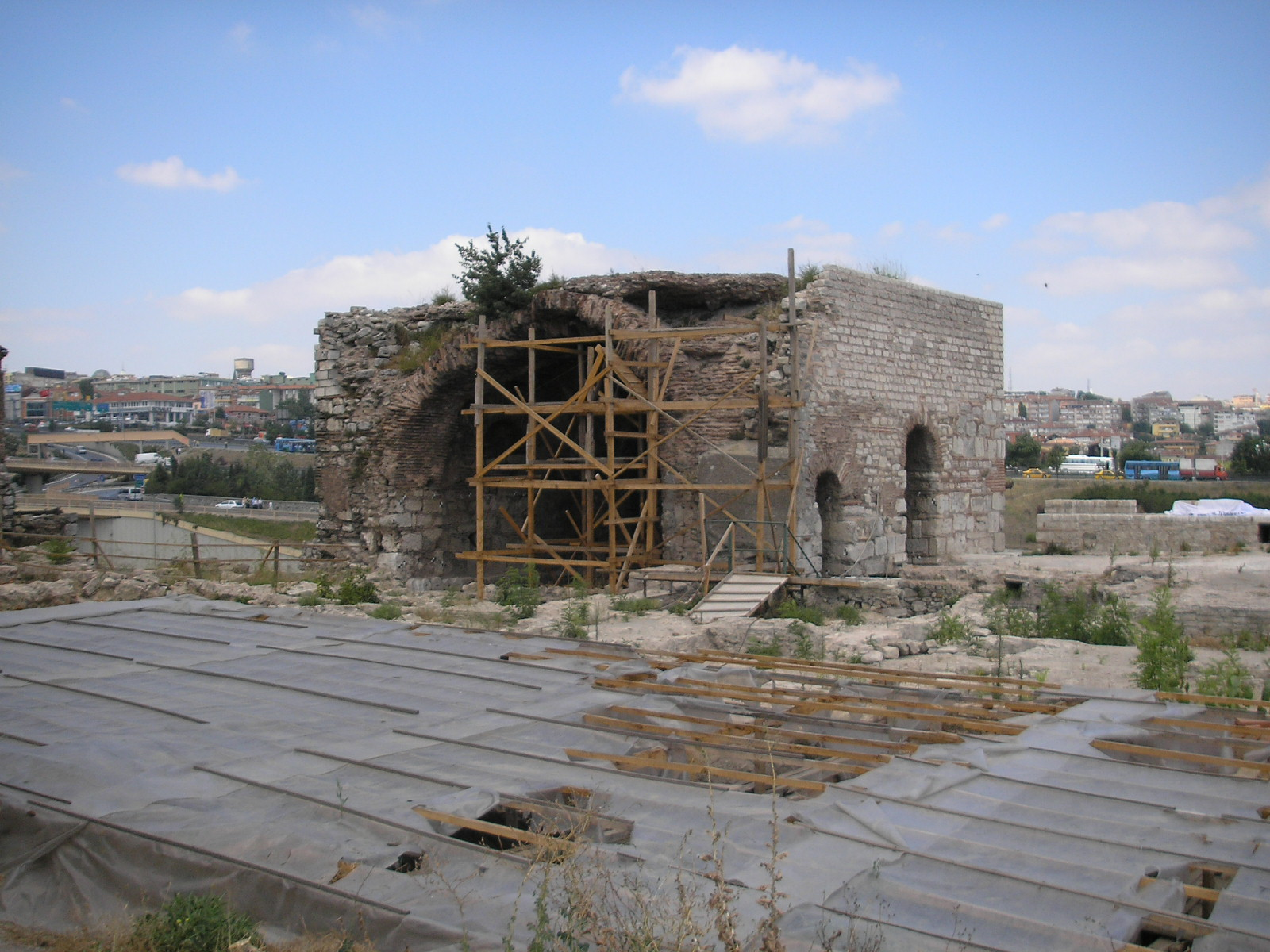
Restos del palacio de Blanquerna (Estambul).

En la obra, los mercenarios almogávares aparecen desfilando en cortejo por las calles sembradas de hojas de mirto de la ciudad de Constantinopla, capital del Imperio bizantino, pero esta visión posiblemente nunca se materializó, ya que en opinión de algunos eruditos resulta improbable que unos mercenarios extranjeros que destacaban por su ferocidad e indisciplina fueran recibidos dentro de las murallas de la ciudad. De modo que posiblemente lo que en realidad sucedería es que se animara a la Compañía a acampar fuera del recinto amurallado y en las proximidades del Kosmidion, que era el paraje donde se hallaba el antiguo monasterio de San Cosme y San Damián, y a la vista del palacio de Blanquerna, destinado a alojar a Roger de Flor.
La luminosidad y la excelente calidad cromática de la obra también llamaron la atención de los expertos, que la han comparado con la que en 1884 ejecutó el jovencísimo valenciano Joaquín Sorolla y que lleva por título Defensa del parque de artillería de Monteleón.